# کینتاناپایا
کینتاناپایا (به اسپانیایی: Quintanaortuño) یک شهرستان در اسپانیا است.